# Distretto elettorale di Kamanjab
Il distretto elettorale di Kamanjab è un distretto elettorale della Namibia situato nella Regione del Kunene con 8.441 abitanti al censimento del 2011. Il capoluogo è la città di Kamanjab.